# نیکون کولپیکس ۷۹۰۰
نیکون کولپیکس ۷۹۰۰ (به انگلیسی: Nikon Coolpix 7900) یک دوربین عکاسی کامپکت ساخت شرکت نیکون است.

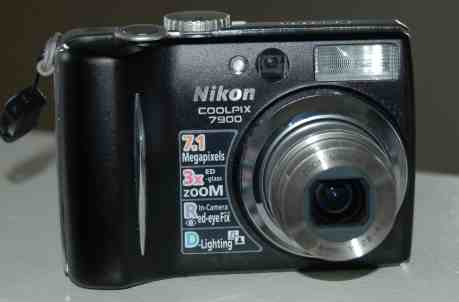